# Minamisitara körzet
Minamisitara (南設楽郡, Minamisitara gun) Aicsi prefektúra egyik körzete volt Japánban.
2004-ben a körzet népessége 16 703 fő volt. Teljes területe 381,06 km².
Ezelőtt a körzet egy várost (Horai) és egy falut (Cukude) foglalt magában, de 2005. október 1-jén egybeolvadtak Sinsiro városával, létrehozva ezzel az új Sinsirót. A Minamisitara körzet az egyesülést követően megszűnt.